# Fase mínima

Il·lustració del càlcul anterior. La part superior i inferior són filtres amb la mateixa resposta de guany (a l'esquerra: els diagrames de Nyquist, a la dreta: respostes de fase), però el filtre a la part superior amb té la menor amplitud en la resposta de fase.

En la teoria del control i el processament del senyal, es diu que un sistema lineal i invariant en el temps és de fase mínima si el sistema i la seva inversa són causals i estables.
La funció de transferència LTI causal més general es pot factoritzar de manera única en una sèrie d'un sistema de fase de pas total i un sistema de fase mínima. Aleshores, la funció del sistema és el producte de les dues parts i, en el domini del temps, la resposta del sistema és la convolució de les respostes de les dues parts. La diferència entre una fase mínima i una funció de transferència general és que un sistema de fase mínima té tots els pols i zeros de la seva funció de transferència a la meitat esquerra de la representació del pla s (en temps discret, respectivament, dins del cercle unitari de el pla z). Com que la inversió d'una funció del sistema fa que els pols tornin a zeros i viceversa, i els pols del costat dret (línia imaginària del pla s) o de l'exterior (cercle unitari del pla z) del pla complex condueixen a sistemes inestables, només la classe de Els sistemes de fase mínima es tanquen sota inversió. Intuïtivament, la part de fase mínima d'un sistema causal general implementa la seva resposta d'amplitud amb un retard de grup mínim, mentre que la seva part de pas total corregeix només la seva resposta de fase per correspondre amb la funció del sistema original.
L'anàlisi en termes de pols i zeros és exacta només en el cas de les funcions de transferència que es poden expressar com a raons de polinomis. En el cas del temps continu, aquests sistemes es tradueixen en xarxes de xarxes LCR convencionals idealitzades. En temps discret, es tradueixen convenientment en aproximacions, utilitzant la suma, la multiplicació i el retard unitari. Es pot demostrar que en ambdós casos, les funcions del sistema de forma racional amb ordre creixent es poden utilitzar per aproximar de manera eficient qualsevol altra funció del sistema; per tant, fins i tot les funcions del sistema que no tenen una forma racional i, per tant, posseeixen una infinitat de pols i/o zeros, es poden implementar a la pràctica de manera tan eficient com qualsevol altra.
En el context de sistemes causals i estables, en teoria seríem lliures d'escollir si els zeros de la funció del sistema estan fora del rang estable (a la dreta o a l'exterior) si la condició de tancament no era un problema. Tanmateix, la inversió té una gran importància pràctica, de la mateixa manera que les factoritzacions teòricament perfectes ho són per dret propi. (Vegeu la descomposició espectral simètrica/antisimètrica com un altre exemple important, que porta, per exemple, a les tècniques de transformació de Hilbert). Molts sistemes físics també tendeixen naturalment cap a una resposta de fase mínima, i de vegades s'han d'invertir utilitzant altres sistemes físics que obeeixen la mateixa restricció.
A continuació s'explica per què aquest sistema s'anomena fase mínima i per què la idea bàsica s'aplica fins i tot quan la funció del sistema no es pot convertir en una forma racional que es pugui implementar.

## Sistema invers
Un sistema {\displaystyle \mathbb {H} } és invertible si podem determinar de manera única la seva entrada a partir de la seva sortida. És a dir, podem trobar un sistema {\displaystyle \mathbb {H} _{\text{inv}}} de tal manera que si apliquem {\displaystyle \mathbb {H} } Seguit per {\displaystyle \mathbb {H} _{\text{inv}}}, obtenim el sistema d'identitat {\displaystyle \mathbb {I} } . (Vegeu Matriu inversa per a un anàleg de dimensions finites). Això és,{\displaystyle \mathbb {H} _{\text{inv}}\,\mathbb {H} =\mathbb {I} }

## Sistema de fase mínima
Quan imposem les restriccions de causalitat i estabilitat, el sistema invers és únic; i el sistema {\displaystyle \mathbb {H} } i la seva inversa {\displaystyle \mathbb {H} _{\text{inv}}} s'anomenen fase mínima . Les restriccions de causalitat i estabilitat en el cas de temps discret són les següents (per a sistemes invariants en el temps on h és la resposta a l'impuls del sistema):

### Causalitat
{\displaystyle h(n)=0\,\,\forall \,n<0}i

### hinv(n)=0∀n<0{\displaystyle h_{inv}(n)=0\,\,\forall \,n<0}Estabilitat
{\displaystyle \sum _{n=-\infty }^{\infty }{\left|h(n)\right|}=\|h\|_{1}<\infty }i{\displaystyle \sum _{n=-\infty }^{\infty }{\left|h_{\text{inv}}(n)\right|}=\|h_{\text{inv}}\|_{1}<\infty }
|  |